# Tellermine 42
Tellermine 42 – niemiecka mina przeciwpancerna z okresu II wojny światowej, następca Tellermine 35.
Korpus miny wykonany był ze stali, wypełniona była trotylem lub mieszanką trotylu i amatolu w proporcjach pół na pół.  Od TMi 35 różniła się kształtem wieka i uproszczonym mechanizmem głównego zapalnika.  Zapalnik wyzwalany był pod naciskiem ok. 340 kg.